# Логор Ђаково
Сабирни логор Ђаково био је сабирни логор у Ђакову у Независној Држави Хрватској, основан 1941. године. Основан је у напуштен млину „Cereale” који је био у власништву Ђаковачке надбискупије Католичке цркве. Логор је основан 1. децембра 1941. године, првенствено за јеврејске жене и дјецу, укључујући и српске дјевојке. Логор је био оперативан до гашења 7. јула 1942. године. Око 3.000 жена и дјеце било је притворено и изложено пребијању, силовању, смртним болестима и на њих су пуштани пси. Најмање 650 жена и дјеце је умрло у логору. Током гашења логора, преостали логораши су пребачени у друге логоре и већина логораша је било убијено.

## Оснивање
Ђаковачка надбискупија (бискуп Акшамовић, каноник др Рогић, усташа Асандић који је био управник некретнина надбискупије) није дала сагласноcт за оснивање логора у свом млину тврдећи да им млин треба. Бискуп Антон Акшамовић је давао директиве и конкретне задатке појединим свештеницима мисионарима за поједина мјеста у којима се вршило покатоличавање и денационализација Срба. Упркос њиховом противљењу, усташе су основале сабирни логор почетком децембра 1941. године — првенствено за јеврејске жене и дјецу.

## Затвореници
У прва два транспорта затворенима доведено је 1.830 јеврејских жена и дјеце и 50 српских дјевојака у логор Ђаково, док је у сљедећем транспорту доведено око 1.200 жена и дјеце из Старе Градишке 24. фебруара 1942. године.
Једна петина затвореника регистрована је као жртве логора, а већина њих је умрла када су усташе преузеле потпуну контролу над логором 29. марта 1942. године. Они су вршили стравичан терор над логорашима који су били премлаћивани, умирали су од болести и глади. Усташе су бацале мрвице хљеба гладној дјеци и затим су пуштали на њих стражарске псе, док су дјевојке биле силоване и убијане. Више од 516 или 650 људи који су умрли у сабирном логору Ђаково је сахрањено на ђаковачком гробљу.
Усташе су транспортовале више стотина људи заражених тифусом из Старе Градишке у логор Ђаково како би раширили болест.

## Гашење
Логор је затворен у периоду од 15. јуна до 7. јула 1942. године. Гашење је организовао усташки поручник Јозо Матковић. Преостали затвореници, између 2.000 и 3.000 јеврејски жена и дјеце, премјештени су у друге логоре и затим убијени.